# Kaplica św. Anny w Busku-Zdroju
Kaplica św. Anny w Busku-Zdroju (nazywana też kościółkiem zdrojowym) została wzniesiona w stylu neogotyckim w 1888 roku. Położona jest na najwyższym wzniesieniu parku zdrojowego, we wschodniej części uzdrowiska Busko-Zdrój, nieopodal Sanatorium Marconi.

## Historia
Kaplica św. Anny została wybudowana w 1888 roku ze składek kuracjuszy przebywających wówczas na leczeniu w uzdrowisku. Pomysł powstania kaplicy zdrojowej dla kuracjuszy zrodził się w latach osiemdziesiątych XIX wieku. Uzdrowisko prężnie się rozwijało, przybywało nowych will w parku, a większość kuracjuszy zamieszkiwała w obrębie Zdroju. Odległość parku zdrojowego do kościoła w centrum miasta wynosiła 1,5 km. Nie wszyscy kuracjusze mogli pokonywać taką odległość, aby uczestniczyć w nabożeństwach. Pomimo starań, władze rosyjskie nie wydały pozwolenia na budowę świątyni katolickiej. Obawiały się wzrostu znaczenia kościoła rzymskokatolickiego, który rozwijał patriotyzm wśród Polaków. Korzystając z czasowej nieobecności miejscowego dygnitarza rosyjskiego, postanowiono wybudować kaplicę. Zarząd buskiego uzdrowiska na czele z Aleksandrem Dobrzańskim przygotował front do budowy kaplicy, natomiast całością prac kierował Karol Pawłowski – mistrz ślusarski, zatrudniony w uzdrowisku. W ciągu trzech tygodni kaplica została wybudowana oraz pokryta dachem. Administrator carski po powrocie z Petersburga wysłał meldunek do Cara informując go o fakcie wybudowania nowej kaplicy. Z Rosji ostatecznie przyszło zezwolenie na budowę, jednak budowniczy, Karol Pawłowski został ukarany 14 dniowym aresztem. W 1888 roku kaplica została oddana do użytku, lecz nabożeństwa odbywały się wyłącznie w sezonie letnim.
Początkowo kaplica znajdowała się pod zarządem księży z parafii Niepokalanego Poczęcia Najświętszej Marii Panny w Busku- Zdroju. W 1983 r. stała się siedzibą nowej parafii pod wezwaniem bł. Brata Alberta, a później św. Brata Alberta, której pierwszym proboszczem został ks. Franciszek Berak. Wokół niej tworzyła się nowa parafia oraz wspólnota św. Brata Alberta. Po 10 latach, centrum parafii zostało przeniesione przez nowego proboszcza, ks. Marka Podymę na ulicę Lipową, a kaplica św. Anny powróciła do swej pierwotnej funkcji - kaplicy uzdrowiskowej.

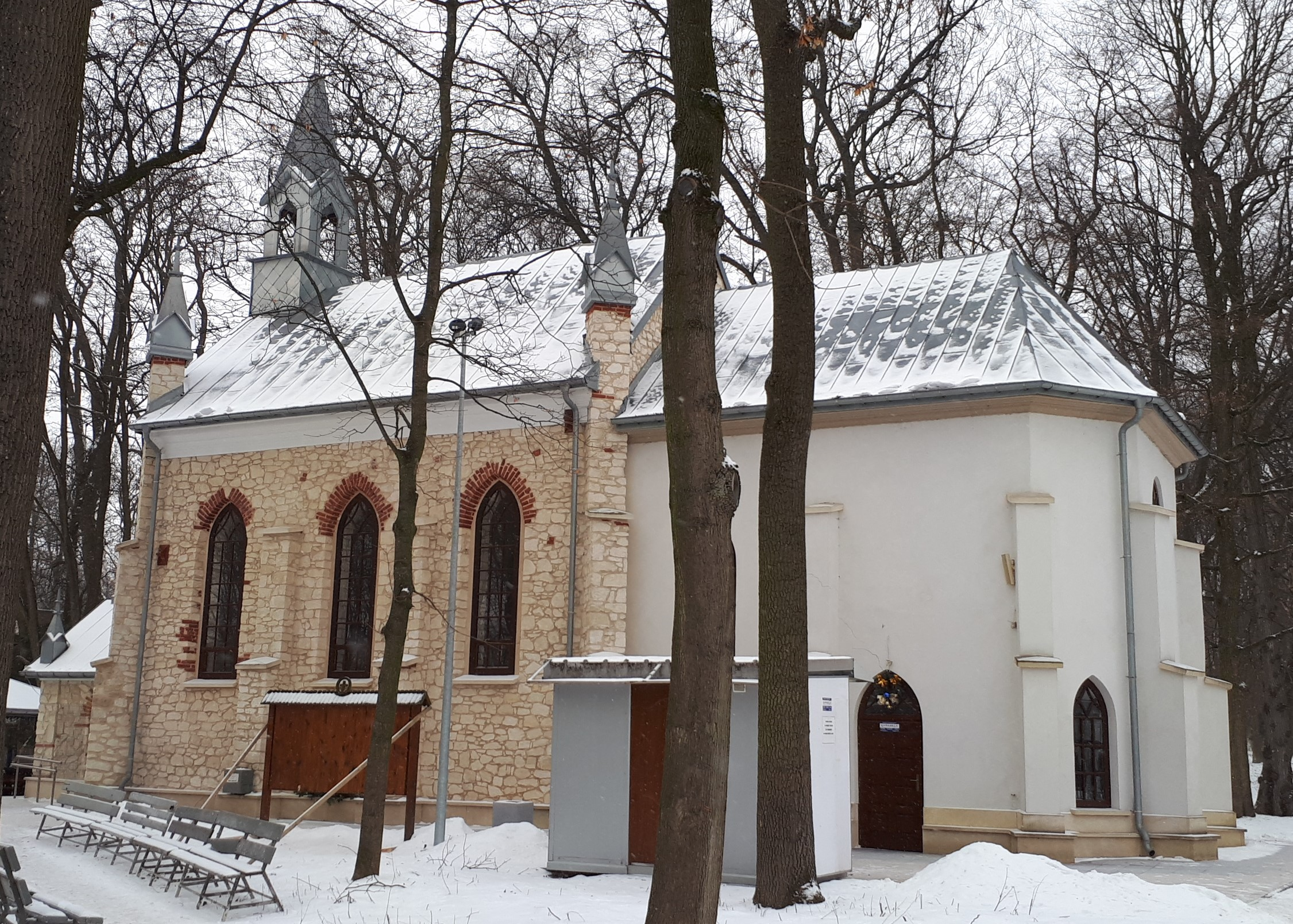
Elewacja boczna
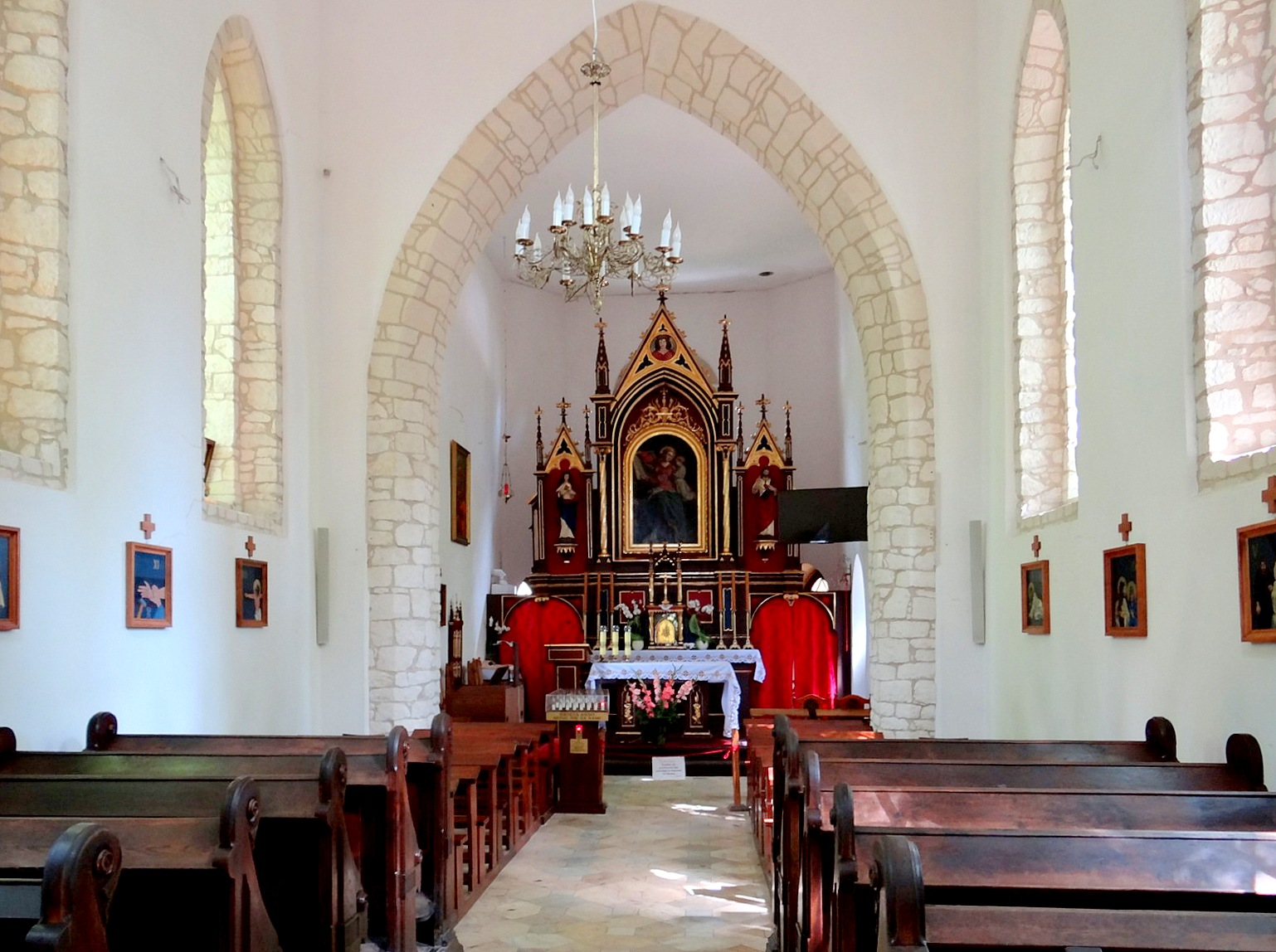
Wnętrze
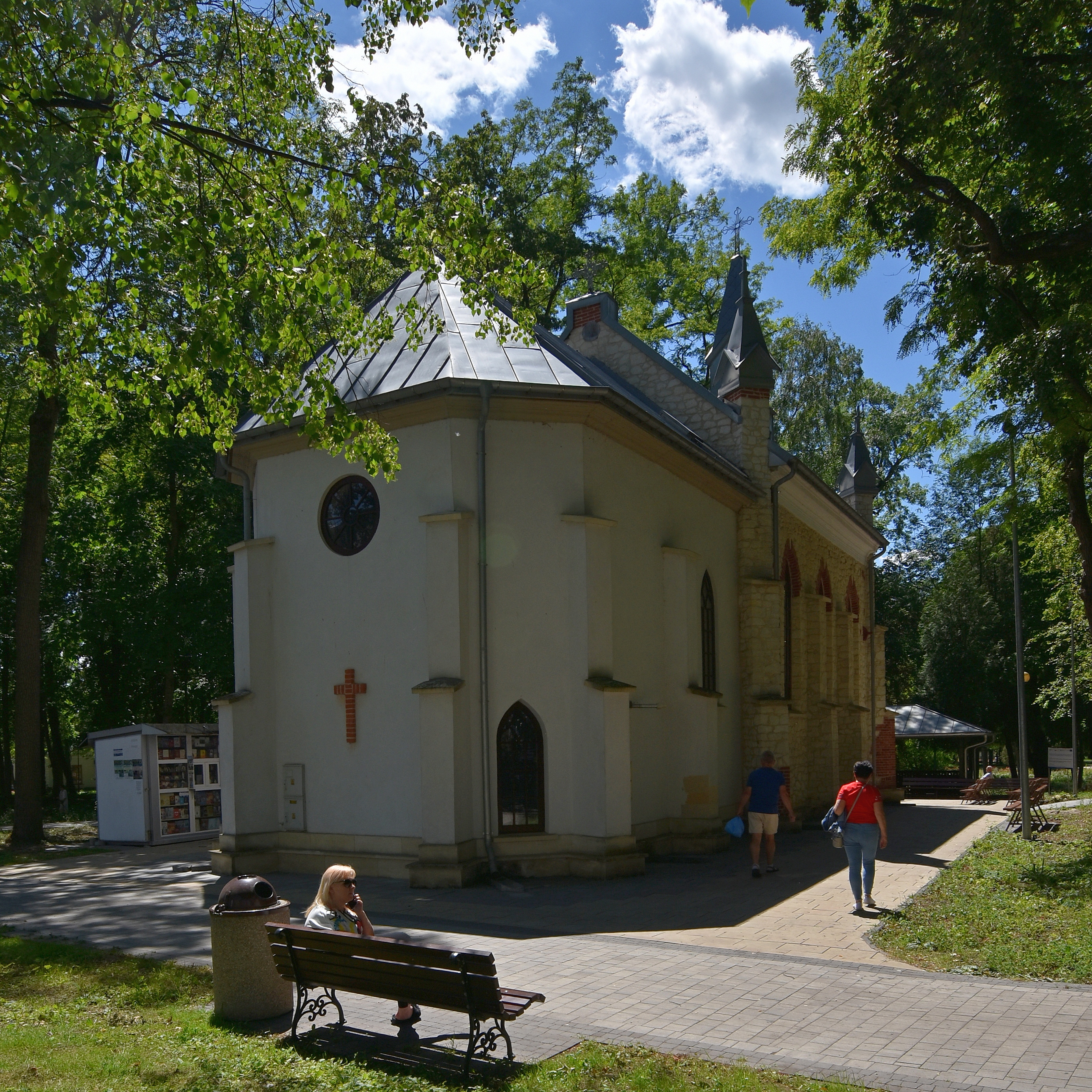
Widok od strony prezbiterium

## Architektura
Kościółek zdrojowy został zbudowany w stylu neogotyckim, początkowo bez przedsionka i zakrystii, które zostały dobudowane około 1907 roku dzięki staraniom proboszcza buskiej parafii ks. Franciszka Urynieckiego. Architektura kościółka jest skromna, gdyż budowę przeprowadzono w szybkim tempie. Dach kaplicy pokryty jest blachą cynkową oraz zdobiony dwiema mniejszymi wieżyczkami bez krzyżyków i jedną wyższą z sygnaturką. Sufit płaski, kruchtę sklepioną z dwoma wieżyczkami, główny ołtarz oraz konfesjonał zostały wykonany przez Łabęckiego, rzeźbiarza z Piotrkowic. Dwie figury po bokach ołtarza zostały wyrzeźbione z drzewa lipowego, ściętego w parku zdrojowym. W ołtarzu kaplicy znajduje się obraz św. Anny - patronki kaplicy oraz uzdrowiska. Na bocznych ścianach wiszą obrazy: błogosławionego Wincentego Kadłubka, a w prezbiterium Pietà i obraz Chrystusa Miłosiernego. Na płaskim, stropie podzielonym na kwadratowe pola przedstawione są tajemnice różańcowe. W 1984 roku do kaplicy św. Anny przeniesiono fragmenty późnogotyckiego tryptyku z początku XVI w. z kościółka św. Stanisława w Chotelku Zielonym.

## Remont kaplicy
Pierwszy remont kaplicy został przeprowadzony po powstaniu parafii św. Brata Alberta. W 1995 roku podjęto prace remontowo-zabezpieczające. Naprawiono dach, założono drenaż odwadniający, odkuto zniszczone tynki zewnętrzne oraz zainstalowano ogrzewanie gazowe. W ten sposób zatrzymano postępującą od dłuższego czasu degradację budynku. Ze względu na koszty ponoszone przy budowie kościoła parafialnego wstrzymano dalsze prace remontowe kaplicy.
W roku 2001 w Zdrojowej Kaplicy naprawiono pokrycie dachowe oraz dokonano stabilizacji ścian, które groziły zawaleniem. Jednak dopiero w 2010 roku rozpoczęto generalny remont kapliczki, który zakończył się w roku 2012. Główne prace wiązały się ze wzmocnieniem murów kościelnych. Wykonano nowe tynki i sufity zgodnie ze wskazaniami konserwatora oraz położono nową instalację elektryczną. Dokonano remontu sufitu, a także renowacji ścian w prezbiterium. Został również odnowiony ołtarz wraz z obrazem św. Anny. W czasie remontu nabożeństwa odbywały się w specjalnym namiocie do sprawowania liturgii.